# كي جي بي أرشيف
كي جي بي أرشيف (بالإنجليزية: KGB Archiver)‏ هو برنامج ضغط بيانات يستند إلى خوارزمية PAQ6. البرنامج مصمم بلغة سي شارب وطوره توماس بولاك.

## المميزات
- ضغط عالي للملفات .

## متطلبات النظام
الحد الأدنى من المتطلبات لتشغيل كي جي بي أرشيف هي:
- 256 ميغابايت رام
- 1.5 غيغاهرتز معالج

## وصلات خارجية
- كي جي بي أرشيف على موقع SourceForge (الإنجليزية)
- الموقع الإلكتروني